# Schwyzer-Ländler
Der Schwyzer-Ländler ist ein Ländler mit einer einfachen Melodie im typischen Dreivierteltakt. Das Entstehungsjahr und der Komponist sind heute nicht mehr bekannt – es ist anzunehmen, dass diese Melodie improvisatorisch entstand. Wenn Landwirte ihre Kühe auf die Alp treiben, verwenden sie ihre typischen Treib- und Lockrufe („Hosässässässää“ u. Ä., spiegelt sich in der Triole des Auftakts wider). Von dem Lied gibt es viele Bearbeitungen, die in Musikverlagen veröffentlicht wurden. Die Eingangstakte stellen sich dabei meist so oder so ähnlich wie im folgenden Beispiel dar:

## Liedtext
Der Schwyzer-Ländler wird meist instrumental bzw. jodelnd aufgeführt. Es gibt aber auch Vertextungen, etwa den Vögeli-Walzer. mit dem folgenden Liedtext:
Was sind das für Kanarievögeli,

wo so gäli Schnäbeli händ?

Was sind das für Kanarievögeli,

wo so gäli Schnäbeli händ?

## Veröffentlichungen im Musikverlag (Auswahl)
- Arrangement Walter Wild in der  Besetzung für  Akkordeon, Walter Wild Musikverlag GmbH[2]
- Arrangement Hanspeter Schärli für das 18-bässige Schwyzerörgeli, Musikverlag Schärli[3]
- Arrangement Kuno Ott für zwei Schwyzerörgelis, Musik Ott[4]
- Arrangement Carlo Brunner[5]